# Племена Європи
«Племена Європи» (англ. Tribes of Europa) —  німецька науково-фантастична драматична антиутопія у форматі шестисерійного серіалу за участю таких акторів як Генрієтта Конфуріес, Еміліо Сакрая та Девід Алі Рашед. Над телесеріалом працювали режисери Філіп Кох та Флоріан Баксмайєр.Серіал засновано на оригінальній ідеї Філіпа Коха, сценарій же є співпрацею Філіпа Коха, Яни Бурбах та Бенджаміна Сейлера. Прем'єра серіалу відбулася 19 лютого 2021 року на Netflix. Незважаючи на велику популярність першого сезону, повідомлення про роботу над продовженням серіалу не з’являлося.

## Сюжет
Антиутопічна історія відбувається в 2074 році. Після катастрофи та глобального руйнування людського суспільства, Європа розпалася на численні мікродержави, в яких окремі племена борються за панування. У центрі сюжету - двоє братів Кіано та Елія і їхня сестра Лів з племені Оригіналів. Плем'я Оригіналів веде природолюбне, замкнене та мирне життя. На їх думку, технології стали причиною загибелі старого світу. Іншим племенем є технологічно розвинені Атланти, які пережили глобальну  катастрофу майже непошкодженими. Плем’я Ворон живе в диктаторській системі, вони хочуть панувати над усіма іншими племенами. Багряна Республіка була сформована з залишків армії Єврокорпусу, яка діє з військових баз та захищає племена. Головною метою Багряної Республіки є збереження людської цивілізації. Після того, як пілот з племені Атлантів та його космічний корабель були підбиті Воронами, й розбилися поблизу села, де жили Лів, Кіано та Елія, до них випадково потрапляє таємничий куб. Саме за володіння цим кубом починається війна племен. Троє братів і сестра опиняються у самому центрі конфлікту чотирьох цивілізацій.
Оскільки куб впав на території оригіналів, плем'я Ворон вторгається туди, нищачи населення. Елія, поговоривши з помираючим пілотом, тікає з кубом, а Лів лишається пораненою. Елія зустрічає збирача сміття на ім'я Мойсей, який, викравши куб, рятує Елю від загону Воронів. Повернувшись до свого поселення, Лів стріляє в очільницю групи Воронів, яка розповідає їй, що більшість Оригінів забрали до міста-фортеці Брахток (колишнього Берліна). Загін Багряної Республіки схоплює їх обох і доставляє до свого табору. Там Лів переконує місцевого командира Девіда дозволити їй поговорити з Гретою, полоненою з племені Воронів, щоб дізнатися як проникнути в Брахток і врятувати свою родину.
Лів вдає перед Гретою, нібито зрадила Девіда, а коли дізнається напрямок на Брахток, подає сигнал Багряним. Елія та Мойсей дістаються до сховку майстрині Амени, яка ремонтує куб і той демонструє загадкові зображення. В той час Кіано, намагаючись втекти з Брахтока, стає свідком того, як раби таємно перевозять речовину "волк". Він намагається повідомити про це Варварі, керівниці Воронів, щоб обміняти інформацію на свободу. Однак його засуджують до смертної кари, але Варвара рятує його, прийнявши до особистих рабів.
Мойсей погоджується взяти Елію в подорож до іншого майстра, Брекера, який допоможе з'ясувати призначення куба. Майстер відбирає в них куб і тікає. На будинок Амени нападає пошукова група Воронів. Девід і Лів приєднуються до загону, що повинен всупереч забороні командування вторгнутися в Брахток, але їхній план видає зрадник. Девід доручає Лів отруїти генерала Кемерона, щоб вилазка в Брахток стала можливою.
У барі Брекера Мойсей допомагає Елії повернути куб, який, як з'ясовується, містить попередження про наближення руйнівної хмари. Брекер погоджується відпустити Мойсея та Елію. Лів вирішує не вбивати генерала Кемерона після розмови з ним. При наближенні Воронів куб активується й перетворюється на енергетичний пістолет.
Елія рятує Мойсея, але енергія куба вичерпується і обоє змушені тікати. Лів переконує генерала Кемерона та команду Багряних вирушити до Брахтока, використовуючи Грету як заручницю. Девід зі своїм загоном також прибуває у Брахток і втручається в перестрілку. Кіано опиняється на бійцівській арені, де його суперником виставляють його батька. Але за батьковою порадою Кіано виконує ритуал, який зрівнює їх у правах. Дотримуючись вказівок із куба, Елія та Мойсей дістаються до Атлантичного ковчега, але знаходять лише безлюдну місцину навколо озера. Коли розчарований Елія викидає куб у воду, з озера піднімається більший куб і розкривається, запрошуючи всередину.

## У ролях
- Генрієтта Конфуріес — Лів[4]
- Еміліо Сакрая — Кіано[4]
- Девід Алі Рашед — Елія[4]
- Олівер Масуччі — Мойсей[4]
- Меліка Форутан — Варвара[4]
- Ален Блажевич — Крімзон[4]
- Ана Улару — Грета
- Джеймсон Фолкнер — генерал Френсіс Ф. Кемерон
- Роберт Маазер — Волгар
- Патрік Пінейро — Тіаґо
- Річард Земан — Ґрегор
- Мануель Верлінг — воїн Ворон

## Виробництво
Зйомки проходили з 9 вересня по 22 грудня 2019 року в Чехії, Хорватії та Німеччині. Частина знімалась на студіях Берліну. Також зйомки проходили на території пам'ятника повстанню жителів Кордуну та Банії, більш відомий як меморіал Петрова гора у Хорватії. Серіал співпродюсувала німецька компанія Wiedemann & Berg Filmproduktion на чолі з продюсерами Квіріном Бергом та Максом Відеманом, які раніше вже співпрацювали з Netflix під час виробництва серіали Пітьма. Крістіан Рейн відповідав за операторську роботу. Інга Расланайте відповідала за макіяж, а за дизайн костюмів Томас Олах. Перший трейлер був опублікований 16 грудня 2020 року.